# 8268 Goerdeler
8268 Goerdeler eller 1987 SQ10 är en asteroid i huvudbältet som upptäcktes den 29 september 1987 av den tyske astronomen Freimut Börngen vid Tautenburg-observatoriet. Den är uppkallad efter den tyske motståndsmannen Carl Friedrich Goerdeler.
Asteroiden har en diameter på ungefär 8 kilometer.